# Guy Razanamasy
Guy Willy Razanamasy (Antananarivo, 19 dicembre 1928 – 18 maggio 2011) è stato un politico malgascio.
È stato Primo ministro del Madagascar dall'8 agosto 1991 al 9 agosto 1993.
Inoltre è stato per due periodi sindaco di Antananarivo, il secondo dei quali dal 1994 al 1999.